# Seychelle Gabriel
Seychelle Gabriel (née le 25 mars 1991 à Burbank en Californie) est une actrice américaine.

## Biographie
Seychelle Suzanne Gabriel est née à Burbank, en Californie. Elle a des origines italienne, mexicaine et française. Elle est diplômée de l'école Burbank High School. 
Seychelle apparaît en tant que Princesse Yue dans le film Le Dernier Maître de l'air (2010), réalisé par M. Night Shyamalan, dans le film Dance Battle: Honey 2 (Honey 2) (2011) dans le rôle de Tina, film réalisé par Bille Woodruff. Seychelle est également apparue dans The Spirit (2008), dans le rôle de Sand Saref jeune. On la retrouve aussi dans The Tonight Show, Weeds et Zoé. De 2011 à 2014, elle interprète le rôle de Lourdes dans la série Falling Skies de Steven Spielberg.

## Filmographie

### Cinéma
- 2008 : The Spirit : Sand Saref jeune
- 2010 : Le Dernier Maître de l'air : Princesse Yue
- 2011 : Dance Battle: Honey 2 (Honey 2) : Tina
- 2014 : Jabbawockeez: Regenate (Court-métrage) : Allison
- 2016 : Sleight : Holly
- 2017 : The Outdoorsman : Jillian
- 2018 : Blood Fest : Sam
- 2021 : The Tomorrow War de Chris McKay : le sergent Diaz

### Télévision

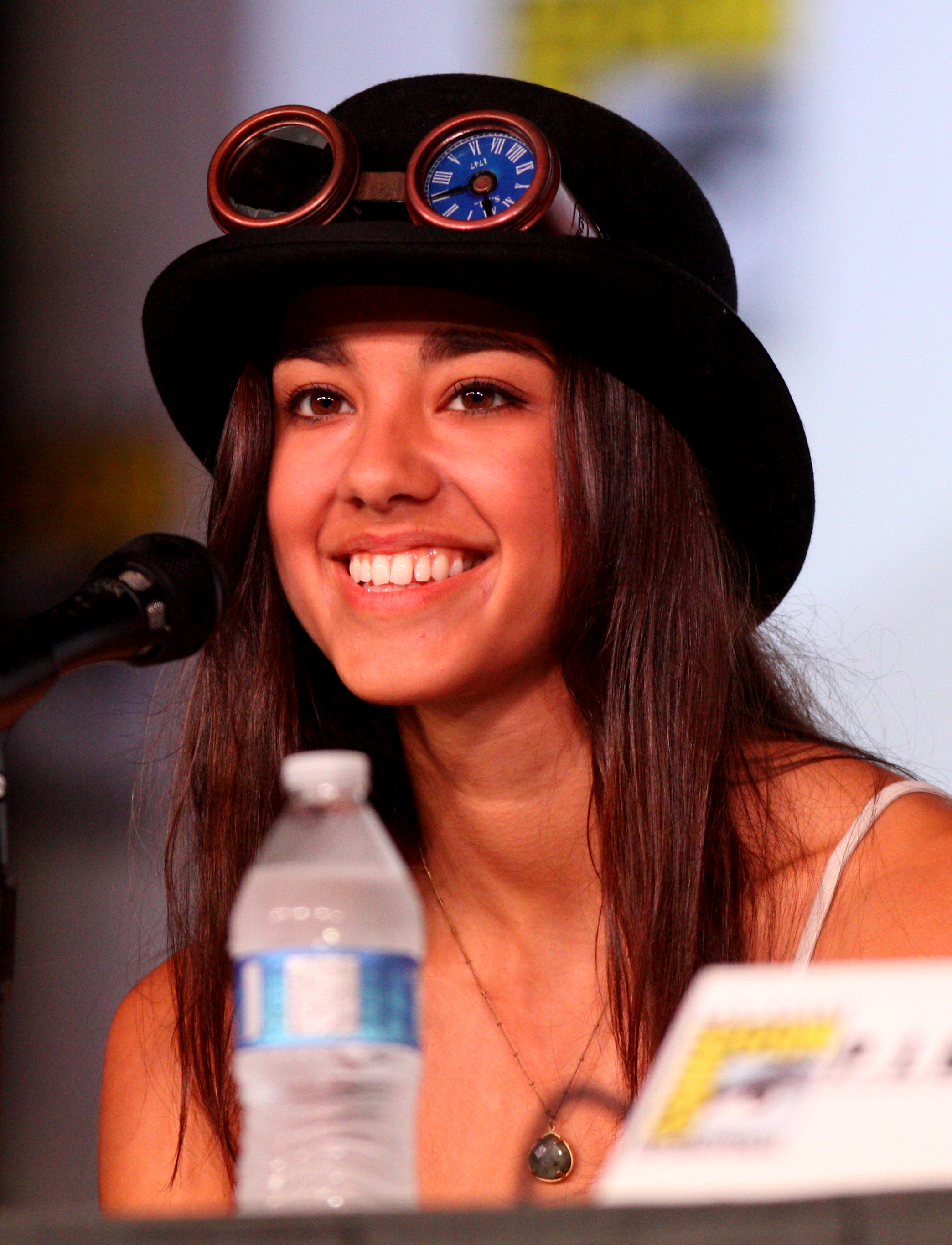
Seychelle Gabriel lors du San Diego Comic-Con en 2012.

- 2007 : Zoé (Zoey 101) (série télévisée) : La fille très attirante
- 2009 : Weeds (série télévisée) : Adelita
- 2010 : Miami Medical (série télévisée) : Lucy
- 2011-2014: Falling Skies (série télévisée) : Lourdes Delgado
- 2012-2014 : La Légende de Korra (The Legend of Korra) (série télévisée) : Asami Sato (Voix)
- 2013 : Revenge (série télévisée) : Regina George
- 2013 : The Living (série télévisée) : Anne Stephen
- 2014 : Falling Skies: The Enemy Within (web-série) : Lourdes
- 2015 : Tes milliards m'appartiennent (Beautiful & Twisted) (téléfilm) : May Novack
- 2017 : Sleepy Hollow (série télévisée) : Lara
- 2018 : Fortune Rookie (série télévisée) : Seychelle (voix)
- 2019 : Get Shorty (série télévisée) : Giulia
- 2023 : Daisy Jones and The Six (série télévisée) : Julia Dunne

### Clip
- 2014 : Standing In This Dream du groupe My Dear, réalisé par Cédric Hervet[1]

## Distinctions

### Récompenses
- 2013 : BTVA Television Voice Acting Awards de la meilleure performance vocale pour l'ensemble de la distribution dans une nouvelle série télévisée d'animation pour La Légende de Korra (The Legend of Korra) (2012-2014) partagée avec Janet Varney, J. K. Simmons, David Faustino, P.J. Byrne, Dee Bradley Baker, Mindy Sterling, Steve Blum, Lance Henriksen, Kiernan Shipka, Darcy Rose Byrnes, Logan Wells, Maria Bamford (en), Daniel Dae Kim et Jeff Bennett.
- 2013 : BTVA People's Choice Voice Acting Awards de la meilleure performance vocale pour l'ensemble de la distribution dans une nouvelle série télévisée d'animation pour La Légende de Korra (The Legend of Korra) (2012-2014) partagée avec Janet Varney, J. K. Simmons, David Faustino, P.J. Byrne, Dee Bradley Baker, Mindy Sterling, Steve Blum, Lance Henriksen, Kiernan Shipka, Darcy Rose Byrnes, Logan Wells, Maria Bamford (en), Daniel Dae Kim et Jeff Bennett.
- 2014 : BTVA People's Choice Voice Acting Awards de la meilleure performance vocale pour l'ensemble de la distribution dans une série télévisée d'action pour La Légende de Korra (The Legend of Korra) (2012-2014) partagée avec Janet Varney, Dee Bradley Baker, David Faustino, P.J. Byrne, J. K. Simmons, Mindy Sterling, Aubrey Plaza, Aaron Himelstein, John Michael Higgins, James Remar, Adrian LaTourelle, Richard Riehle et Lisa Edelstein.
- 2015 : BTVA People's Choice Voice Acting Awards de la meilleure performance vocale pour l'ensemble de la distribution dans une série télévisée d'action pour La Légende de Korra (The Legend of Korra) (2012-2014) partagée avec Janet Varney, David Faustino, P.J. Byrne, J. K. Simmons, Mindy Sterling, Henry Rollins, Zelda Williams, Anne Heche et Philece Sampler.

### Nominations
- 2013 : BTVA Television Voice Acting Awards de la meilleure performance vocale pour l'ensemble de la distribution dans une série télévisée d'action pour La Légende de Korra (The Legend of Korra) (2012-2014) partagée avec Janet Varney, Dee Bradley Baker, David Faustino, P.J. Byrne, J. K. Simmons, Mindy Sterling, Aubrey Plaza, Aaron Himelstein, John Michael Higgins, James Remar, Adrian LaTourelle, Richard Riehle et Lisa Edelstein.
- 2014 : BTVA Television Voice Acting Awards de la meilleure performance vocale pour l'ensemble de la distribution dans une série télévisée d'action pour La Légende de Korra (The Legend of Korra) (2012-2014) partagée avec Janet Varney, Dee Bradley Baker, David Faustino, P.J. Byrne, J.K. Simmons, Mindy Sterling, Aubrey Plaza, Aaron Himelstein, John Michael Higgins, James Remar, Adrian LaTourelle, Richard Riehle et Lisa Edelstein.
- 2015 : BTVA Television Voice Acting Awards de la meilleure performance vocale pour l'ensemble de la distribution dans une série télévisée d'action pour La Légende de Korra (The Legend of Korra) (2012-2014) partagée avec Janet Varney, David Faustino, P.J. Byrne, J. K. Simmons, Mindy Sterling, Henry Rollins, Zelda Williams, Anne Heche et Philece Sampler.
- 2015 : BTVA Television Voice Acting Awards de la meilleure performance vocale féminine dans une série télévisée d'action pour La Légende de Korra (The Legend of Korra) (2012-2014).